# Placement éthique
Un placement éthique est un placement basé sur des critères de transparence, de solidarité et de RSE (Responsabilité sociétale des entreprises). Investir éthique, c'est intégrer des critères sociaux et environnementaux dans ses décisions d'investissement. Ces critères ne se substituent pas à ceux de la performance économique et financière mais les complètent.
Selon un article des Échos, en 2017, « seulement 9 % des Français ont une idée précise de ce qu'est un placement éthique. [...] c'est ce que révèle un sondage réalisé par Odoxa pour Aviva France à l'occasion du « One Planet Summit » qui se tient à Paris le 12 décembre 2017. Si certains placements financiers prennent désormais en compte les aspects environnementaux et sociaux pour orienter leurs investissements, la définition des placements éthiques reste floue. il est vrai que les labels existants sont peu lisibles. Les pouvoirs publics ont créé en 2016 un label ISR, inspiré de celui accordé par Novethic depuis 2009. Il est attribué aux fonds répondant à certains principes. 90 % du portefeuille doit être composé de valeurs bénéficiant d'une note extra-financière. »